# Le Vaisseau Survie
Le Vaisseau Survie (titre original : Survival Ship) est une nouvelle de science-fiction de Judith Merril.

## Publications
Entre 1951 et 2014, la nouvelle a été éditée à une vingtaine de reprises dans des recueils de nouvelles ou des anthologies de science-fiction.

### Publications aux États-Unis
La nouvelle est parue en janvier 1951 sous le titre Survival Ship dans le magazine Worlds Beyond.
Elle a ensuite été régulièrement rééditée dans divers recueils et diverses anthologies.

### Publications en France
La nouvelle a été publiée en France dans l'anthologie Histoires de sexe-fiction, Le Livre de poche, 1985, La Grande Anthologie de la science-fiction no 3821.

## Résumé
Un vaisseau spatial comprenant 24 personnes est envoyé vers Sirius. À son bord, après une longue période de biostase, les premiers astronautes se réveillent, commençant à remplir les devoirs de leur charge (détection spatiale, hydroponiques, etc). 
Le lecteur apprend dans le dernier paragraphe de la nouvelle que la répartition des astronautes a été fait de la manière suivante : 20 femmes et 4 hommes ; ces derniers seront confinés aux travaux manuels, à la vaisselle et à la préparation des repas ! Après tout, seules les femmes ont l'intelligence et la stabilité émotionnelle suffisantes pour gérer la vie commune…